# Pothos thomsonianus
Pothos thomsonianus är en kallaväxtart som beskrevs av Heinrich Wilhelm Schott. Pothos thomsonianus ingår i släktet Pothos och familjen kallaväxter. Inga underarter finns listade.